# Allas-les-Mines

Allas-les-Mines este o comună în departamentul Dordogne din sud-vestul Franței. În 2009 avea o populație de 204 de locuitori.

## Evoluția populației
| An        | 1975 | 1982 | 1990 | 1999 | 2006 | 2009 |
| --------- | ---- | ---- | ---- | ---- | ---- | ---- |
| Populație | 198  | 185  | 203  | 224  | 208  | 204  |